# Radius (Division Alpha)
Pour les articles homonymes, voir Radius.
Radius est un super-héros appartenant à l'univers de Marvel Comics, créé par Scott Clark et Steven T. Seagle et apparu pour la première fois en 1998. C'est un mutant qui fit partie de la Division Alpha.

## Origine
Jared Corbo et son demi-frère Adrian (Flex) ont été élevés à l'Orphelinat, une base du Département H. Jared était une tête brûlée, violent et arrogant, l'opposé de Flex. Adrian et lui furent intégrés à la deuxième équipe canadienne Alpha. Ils luttèrent contre le Zodiaque et une équipe de Weapon X.
Après des recherches, Jared apprit que son père était Unus l'Intouchable. Ils furent par la suite transférés au sein de la Division Béta.
Radius fut alors recruté par X-Corps, une force para-militaire mutante, commandée par Sean Cassidy, Le Hurleur. Trahi par Mystique, l'équipe fut attaquée de l'intérieur, et Avalanche enterra vivant Jared. On ne sait pas s'il survécut.

## Pouvoirs
- Radius génère un champ de force corporel permanent, qu'il ne peut désactiver. Il ne ressent aucun impact physique. Le champ de force permet toutefois à l'air, et donc au gaz, de traverser.
- Il a appris à étendre son champ de force, pour les attaques à distance.